# Monokularsehen

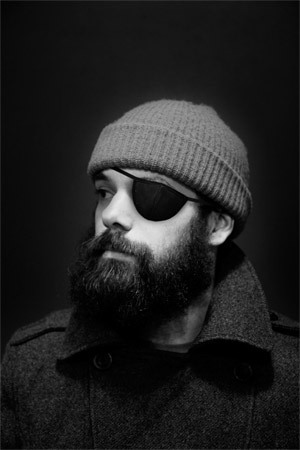
Träger von Augenklappen besitzen in dieser Situation ausschließlich Monokularsehen.

Unter Monokularsehen oder monokularem Sehen (zu altgriechisch μόνος mónos ‚allein‘ und lateinisch oculus ‚Auge‘), auch Monovision genannt, versteht man das dauerhafte oder temporäre Sehen mit nur einem Auge auf Grund funktioneller oder organischer Einäugigkeit. Hierunter fällt auch die abwechselnde (alternierende) Benutzung zweier Augen unabhängig voneinander und ohne funktionelle Verschaltung.
Demgegenüber ist das Binokularsehen eine Fähigkeit, die das gleichzeitige Sehen mit beiden Augen auf der Grundlage eines neuronalen Beziehungssystems, der sogenannten Netzhautkorrespondenz, gestattet. Nur ein normal ausgebildetes beidäugiges Sehen ermöglicht ein dreidimensionales räumliches Sehen. Doch auch beim Sehen allein mit einem Auge kann das Gehirn den Eindruck von Räumlichkeit herstellen. Diese monokulare Tiefenwahrnehmung wird gelegentlich als psychologische von der physiologischen beim binokularen Sehen abgehoben. Allerdings kann beim Monokularsehen der Blinde Fleck nicht durch korrespondierende Netzhautregionen kompensiert werden.

## Ursachen des Monokularsehens
Menschen, die potentiell zum Binokularsehen fähig sind, können dieses durch Schließen eines Auges oder Tragen einer Augenklappe vorübergehend unterbinden. Neben einem solchen einäugigen Sehen, etwa im Rahmen einer Gesichtsfelduntersuchung (Perimetrie) oder auch einer therapeutischen Maßnahme (Okklusion), können unterschiedliche Ursachen zu Monokularsehen führen. Beispielsweise ist bei vielen Säugetieren wie ebenso Vögel und Echsen ein „alternierendes“ Monokularsehen mit großer Rundumsicht zu beobachten, das mögliche Gefahren besser zu erkennen erlaubt.
Ein dauerhaftes Monokularsehen kann Folge von Verletzungen und Krankheiten sein, so bei Anophthalmie oder hoher Anisometropie. Die häufigste Ursache für das krankhafte Fehlen von Binokularsehen beim Menschen und damit eine Monovision sind jedoch Schielerkrankungen.
Durch ein neues refraktiv-chirurgisches Hilfsmittel zur Behandlung der Alterssichtigkeit, das sogenannte KAMRA-Implantat, wird eine künstliche Monovision erzeugt, die zwar die Sehschärfe im mittleren Nahbereich verbessert, jedoch zum Verlust des dreidimensionalen räumlichen Sehens führt.

## Monokulare Tiefenwahrnehmung

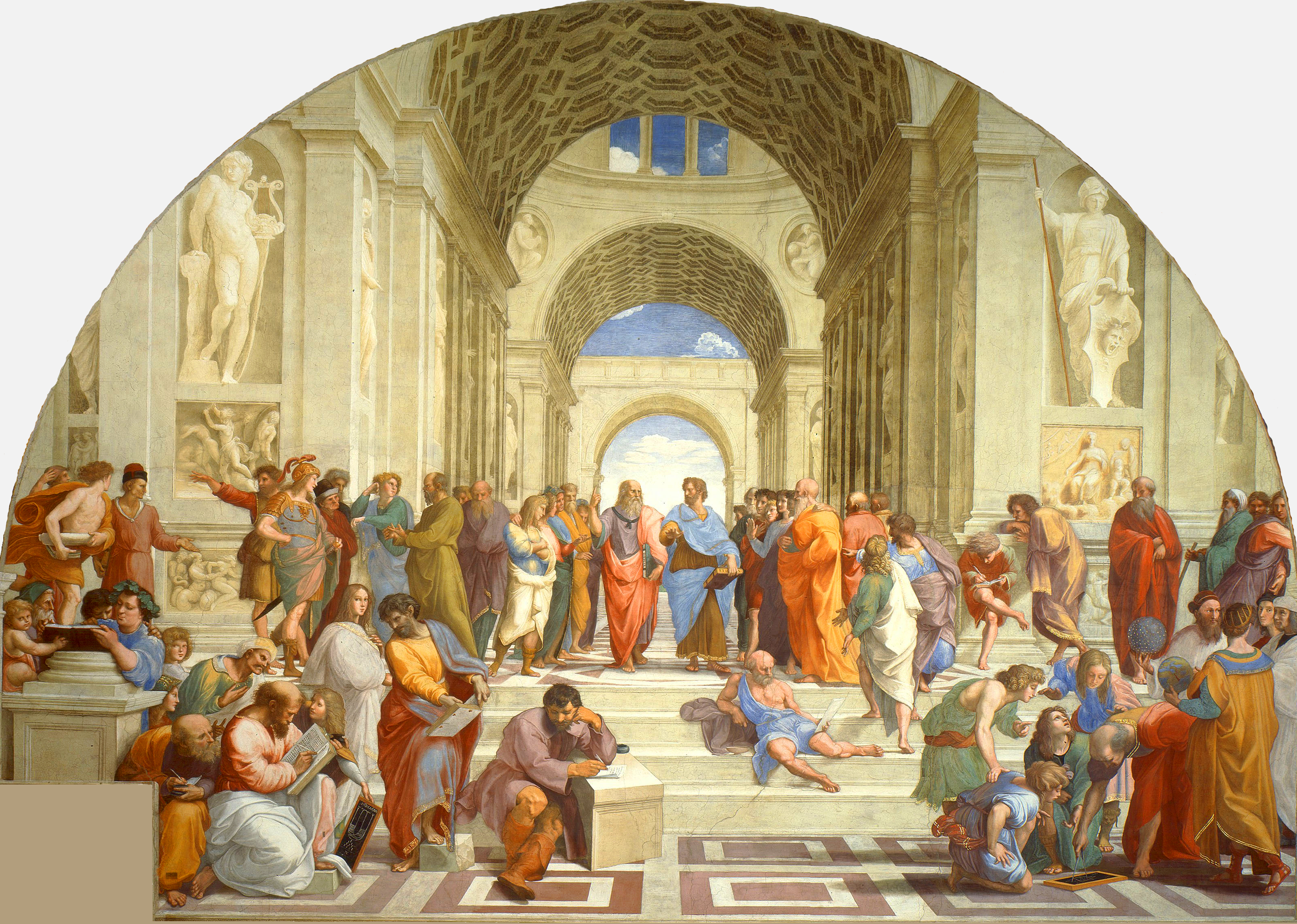
Die Schule von Athen (von Raffael, 1511) zeigt verschiedene Techniken zur Darstellung von Dreidimensionalität: Texturgradient, Interposition, relative Größe und relative Höhe sowie Zentralperspektive

Es gibt eine Reihe von Hinweisreizen oder Tiefenkriterien, die auch unter Monovision den Eindruck von stereoskopischem Sehen vermitteln. Diese Tiefenreize werden danach unterschieden, ob sie von der Bewegung des Beobachters oder der Objekte abhängig sind. Man spricht dann entweder von bildlichen bzw. bildbezogenen oder von bewegungsinduzierten Tiefenreizen.

### Bewegungsparallaxe

Parallax-Scrolling (Animation)

Die Bewegungsparallaxe ist ein Effekt, der sich optisch ergibt, wenn verschiedene unterschiedlich weit entfernte Objekte in einer Landschaft betrachtet werden, und der Beobachter sich dabei fortbewegt, sodass sich die Objekte parallel dazu zu verschieben scheinen.

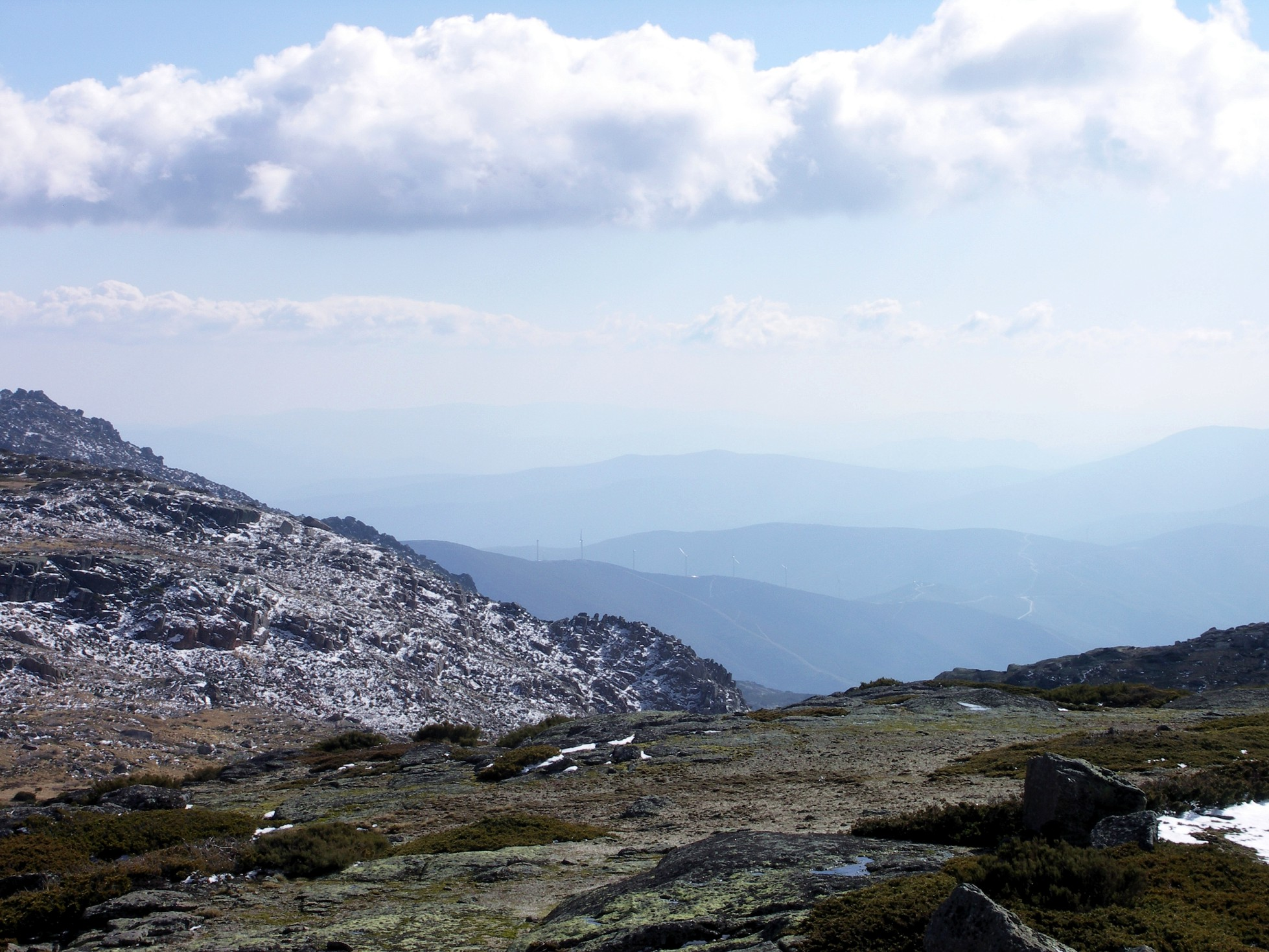
Wegen der irdischen Atmosphäre wirken „hintere“ Gebirgszüge etwas blasser blau
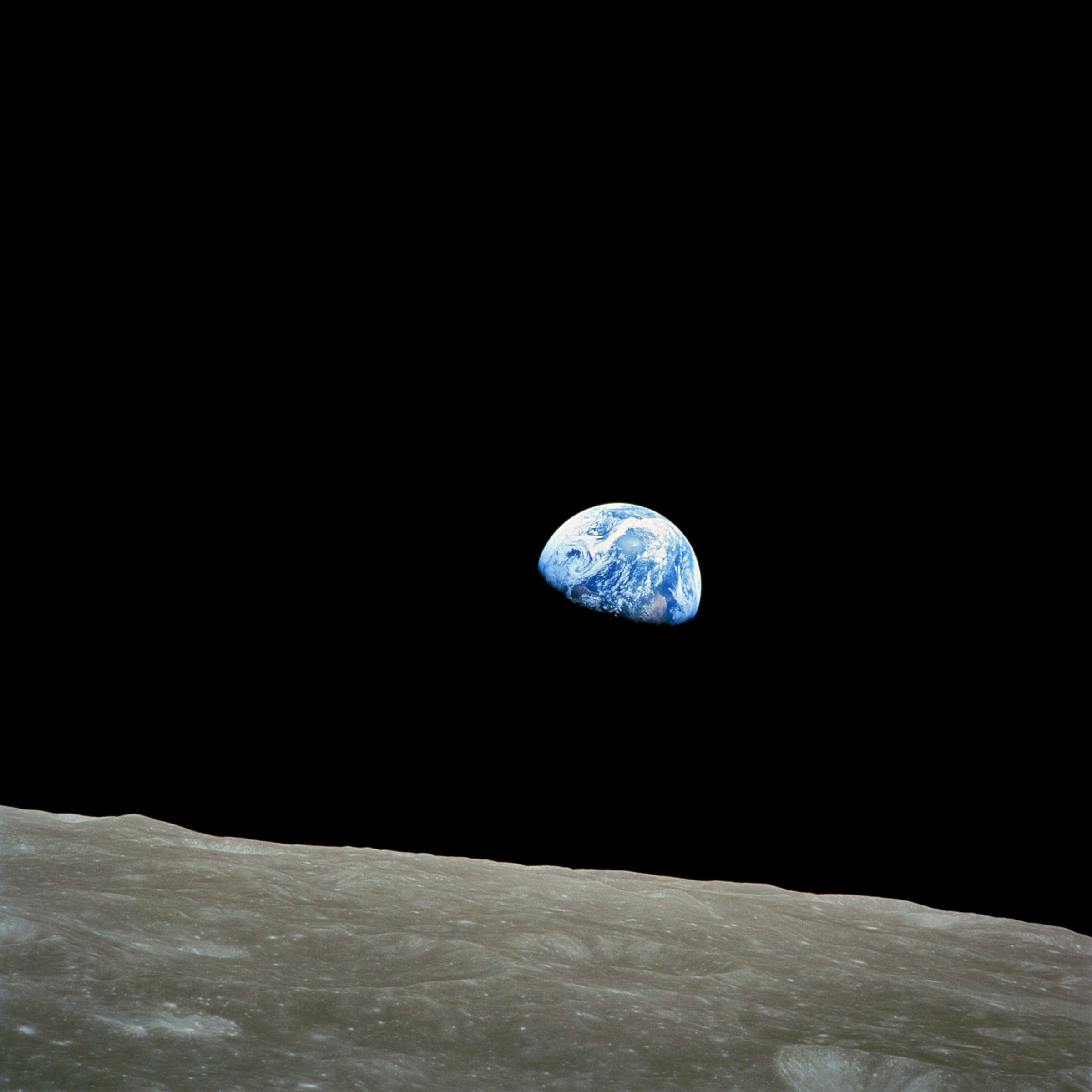
Vom Mond aus, fast ohne Atmosphäre, wirkt das Bild der Erde „gestochen scharf“

### Atmosphärische Perspektive
Atmosphärische Perspektive meint den Einfluss, den eine nach Dichte und Zusammensetzung spezifische Atmosphäre auf die wahrgenommene Erscheinung eines von weitem betrachteten Objektes hat. Zum Beispiel nimmt der Kontrast zwischen Objekt und Hintergrund ab, oder die Farbtönung verändert sich.

### Okklusion und Interposition

Bedeckung des Saturn durch den Mond

Bedeckung und Verdeckung oder Okklusion beschreiben den Umstand, dass Objekte, die weiter vorne liegen, andere dahinter liegende Objekte verdecken können, nicht umgekehrt. Der gestaffelten Reihung teilweise bedeckter Objekte lässt sich daher entnehmen, ob ein Objekt vor oder hinter anderen steht. Von Interposition spricht man, wenn es zwischen zwei anderen steht, eines bedeckend und durch ein anderes bedeckt.

### Perspektivische Konvergenz

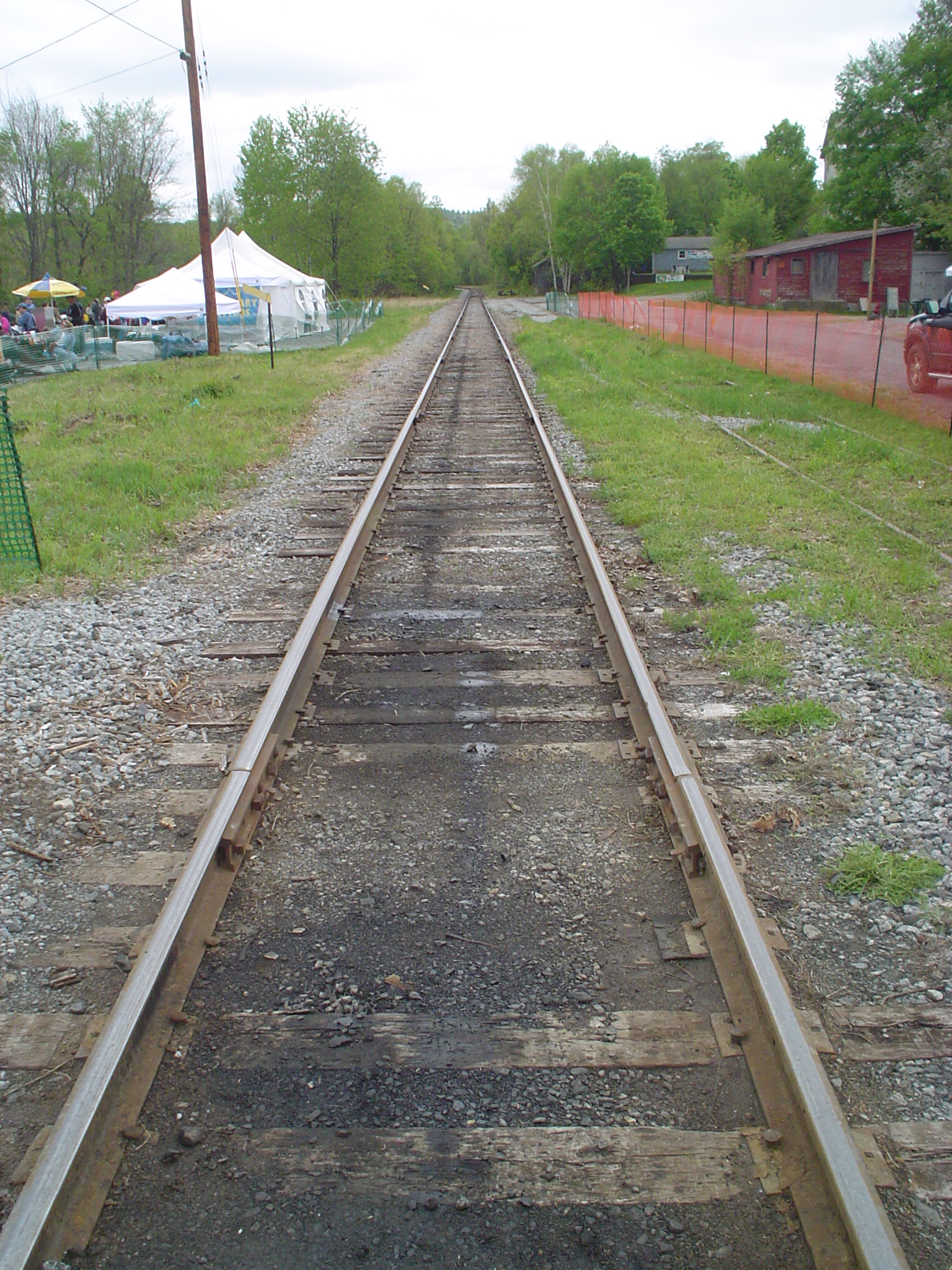
Konvergenz: Eisenbahnschienen

Zueinander parallele Strukturen scheinen – perspektivisch gesehen – mit zunehmender Entfernung sich einander anzunähern und aufeinander zuzulaufen, zu konvergieren. Diese perspektivische Konvergenz kann den Eindruck vermitteln, als ob Parallelen sich an einem entfernten Punkt treffen würden (siehe auch Perspektive und Zentralprojektion).

### Texturgradient

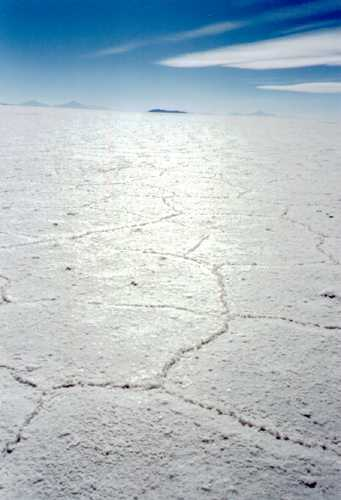
Texturgradient: Salzwüste Salar de Uyuni

Die Struktur einer Fläche wird als Tiefe interpretiert, wenn ähnliche Elemente einer Struktur in eine bestimmte Richtung dichter liegen und kleiner werden (mehr Elemente pro Flächeneinheit), beispielsweise nach oben.

### Relative Größe

Relative Größe allein reicht nicht. Auf der Netzhaut erscheinen die Abbilder A und B der beiden Linien C bzw. D gleich groß.

Ein und dasselbe Objekt erscheint einem Beobachter kleiner, wenn es sich weiter weg von ihm befindet.
Allerdings kann ein Netzhautabbild gleicher Größe auch durch verschieden große Objekte entstehen, wenn diese unterschiedlich weit voneinander entfernt sind. Dies kann beispielsweise bei der Mond- und der Sonnenscheibe der Fall sein.
Ohne weitere Information kann die Entfernung zu Objekten schlecht abgeschätzt werden, auch wenn verschieden große Netzhautabbilder durch gleich große Objekte erzeugt werden können.
Weitere Tiefenkriterien sind
- Vertraute Größen
- Relative Höhe
- Schatten